# Maksim Kuzmin
Bản mẫu:Eastern Slavic name
Maksim Aleksandrovich Kuzmin (tiếng Nga: Максим Александрович Кузьмин; sinh ngày 1 tháng 6 năm 1996) là một cầu thủ bóng đá người Nga. Anh chơi ở vị trí tiền vệ trung tâm cho F.K. Dynamo Moskva.

## Sự nghiệp câu lạc bộ
Anh ra mắt chuyên nghiệp vào ngày 30 tháng 5 năm 2015 cho F.K. Dynamo Moskva trong trận đấu tại Giải bóng đá ngoại hạng Nga trước F.K. Krasnodar.

### Thống kê sự nghiệp
Tính đến 8 tháng 12 năm 2017
| Câu lạc bộ          | Mùa giải            | Giải vô địch        | Giải vô địch | Giải vô địch | Cúp     | Cúp       | Châu lục | Châu lục  | Tổng cộng | Tổng cộng |
| Câu lạc bộ          | Mùa giải            | Hạng đấu            | Số trận      | Bàn thắng    | Số trận | Bàn thắng | Số trận  | Bàn thắng | Số trận   | Bàn thắng |
| ------------------- | ------------------- | ------------------- | ------------ | ------------ | ------- | --------- | -------- | --------- | --------- | --------- |
| F.K. Dynamo Moskva  | 2013–14             | Premier League      | 0            | 0            | 0       | 0         | –        | –         | 0         | 0         |
| F.K. Dynamo Moskva  | 2014–15             | Premier League      | 1            | 0            | 0       | 0         | 0        | 0         | 1         | 0         |
| F.K. Dynamo Moskva  | 2015–16             | Premier League      | 6            | 0            | 1       | 0         | –        | –         | 7         | 0         |
| F.K. Dynamo Moskva  | 2016–17             | National League     | 24           | 1            | 2       | 1         | –        | –         | 26        | 2         |
| F.K. Dynamo Moskva  | 2017–18             | Premier League      | 0            | 0            | 0       | 0         | –        | –         | 0         | 0         |
| Tổng cộng sự nghiệp | Tổng cộng sự nghiệp | Tổng cộng sự nghiệp | 31           | 1            | 3       | 1         | 0        | 0         | 34        | 2         |